# Sự đi qua của Sao Kim

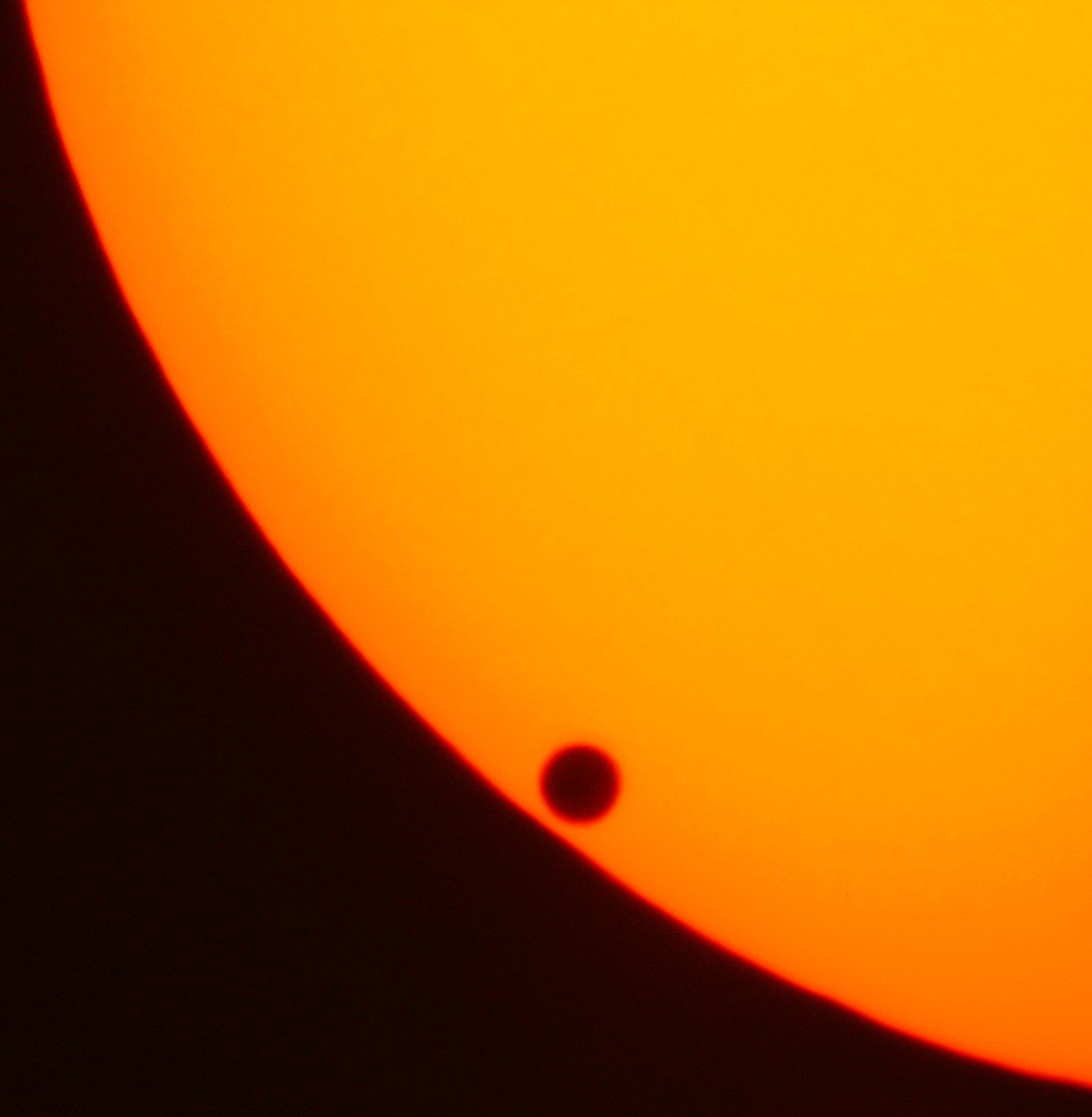
Hiệu ứng giọt đen khi Sao Kim đi vào đĩa Mặt Trời trong lần đi qua năm 2004.

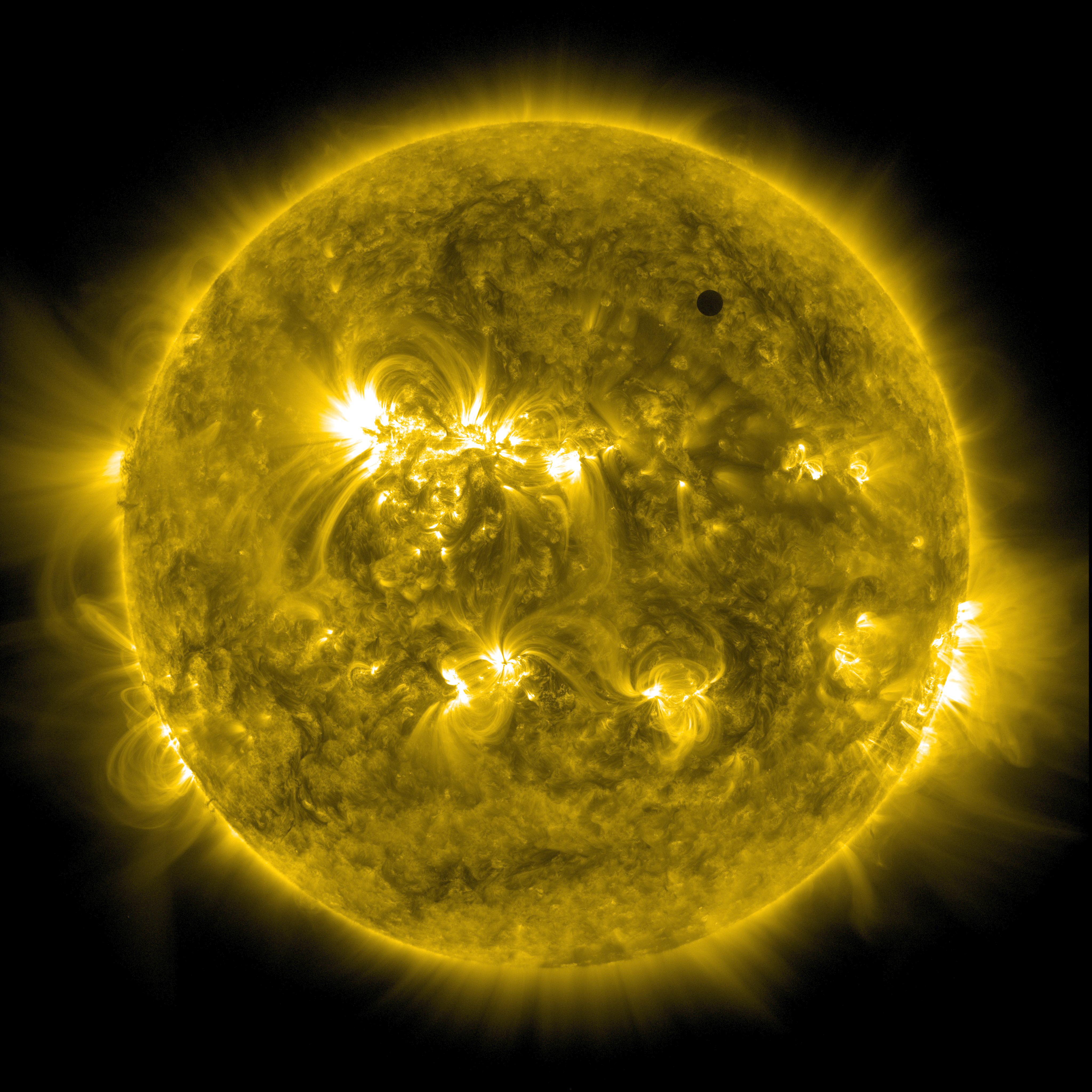
Hình ảnh Mặt Trời qua tia cực tím và xử lý màu sai cho thấy Sao Kim là chấm đen xuất hiện phía trước Mặt Trời vào lần đi qua năm 2012. Hình ảnh được chụp bởi Đài Quan sát Nhiệt động lực học Mặt Trời (SDO) của NASA.

Hiện tượng Sao Kim đi qua Mặt Trời hay Sao Kim quá cảnh Mặt Trời xảy ra khi Sao Kim đi qua phía trước Mặt Trời, lúc này Sao Kim nằm giữa Mặt Trời và Trái Đất và cùng nằm trên một đường thẳng. Hành tinh này xuất hiện như một chấm tròn nhỏ tối màu di chuyển qua đĩa Mặt Trời khi quan sát từ Trái Đất.
Thời gian của sự kiện đi qua này diễn ra trong một vài tiếng (sự kiện Sao Kim đi ngang qua Mặt Trời năm 2012 diễn ra trong 6 tiếng 40 phút). Hiện tượng đi qua cũng tương tự như hiện tượng nhật thực do Mặt Trăng gây ra. Mặc dù đường kính của Sao Kim lớn gấp 3 lần so với đường kính của Mặt Trăng, nhưng hình ảnh hành tinh này xuất hiện nhỏ hơn rất nhiều và nó cũng di chuyển rất chậm qua đĩa Mặt Trời, bởi vì hành tinh này nằm cách xa Trái Đất rất nhiều so với khoảng cách Mặt Trăng nằm cách xa Trái Đất.
Hiện tượng quá cảnh của Sao Kim là một trong những hiện tượng thiên văn học có thể dự đoán trước và hiếm xảy ra nhất. Chúng lặp lại theo chu kỳ mỗi 243 năm, với mỗi cặp hiện tượng quá cảnh diễn ra cách nhau 8 năm và sau đó là một khoảng thời gian giãn cách dài khoảng 121,5 năm và 105,5 năm. Chu kỳ dài như vậy là do tỷ số giữa chu kỳ quỹ đạo của Trái Đất và Sao Kim gần với tỷ số hữu tỷ 8:13 và 243:395.
Hiện tượng Sao Kim đi qua Mặt Trời gần đây nhất diễn ra vào ngày 6 tháng 6 năm 2012 sẽ là hiện tượng xảy ra cuối cùng trong thế kỷ này; hiện tượng cặp trước với nó đã xảy ra vào ngày 8 tháng 6 năm 2004. Cặp hiện tượng Sao Kim quá cảnh trước đó nữa đã xảy ra vào tháng 12 năm 1874 và tháng 12 năm 1882. Sau năm 2012, cặp hiện tượng Sao Kim quá cảnh sẽ xảy ra vào ngày 11 tháng 12 năm 2117 và ngày 8 tháng 12 năm 2125.
Sự kiện Sao Kim đi qua Mặt Trời có ý nghĩa khoa học lớn trong lịch sử bởi vì nhờ quan sát hiện tượng này mà các nhà thiên văn có thể lần đầu tiên ước lượng được kích cỡ của các hành tinh trong Hệ Mặt Trời. Trong lần quan sát năm 1639, kết hợp với nguyên lý thị sai, các nhà thiên văn đã ước lượng ra được khoảng cách từ Trái Đất đến Mặt Trời một cách chính xác hơn so với trước đó. Thêm vào đó, lần đi qua vào tháng 6 năm 2012 sẽ cung cấp cho các nhà khoa học một số cơ hội nghiên cứu, đặc biệt là hiệu chỉnh các kỹ thuật được sử dụng để tìm kiếm các hành tinh ngoài Hệ Mặt Trời.
Việc sử dụng một cách an toàn các thiết bị quan sát sự đi qua của Sao Kim cũng giống như đối với quan sát hiện tượng nhật thực từng phần. Nhìn trực tiếp vào Mặt Trời mà không có dụng cụ bảo vệ mắt sẽ nhanh chóng gây những chấn thương nghiêm trọng tổn hại đến mắt.

## Giao hội

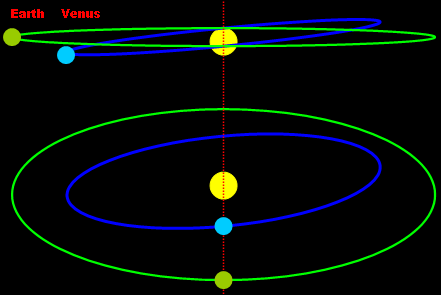
Biểu đồ mô phỏng sự quá cảnh của Sao Kim và góc nghiêng chênh lệch giữa mặt phẳng quỹ đạo của Sao Kim và Trái Đất.

Quỹ đạo của Sao Kim nghiêng 3,4 độ so với quỹ đạo của Trái Đất, nên nó sẽ vượt qua Mặt Trời theo hướng lên hoặc hướng xuống vào thời điểm giao hội trong (Sao Kim nằm giữa Mặt Trời và Trái Đất). Hiện tượng quá cảnh sẽ diễn ra khi Sao Kim đạt vị trí giao hội với Mặt Trời tại hoặc gần điểm nút của nó - điểm mà Sao Kim vượt qua mặt phẳng quỹ đạo của Trái Đất (hay mặt phẳng hoàng đạo) - và xuất hiện khi quan sát từ Trái Đất là một chấm đen di chuyển trực tiếp qua trước Mặt Trời.
Mặc dù độ nghiêng giữa hai mặt phẳng quỹ đạo của hai hành tinh chỉ là 3,4 độ, nhưng Sao Kim có thể nằm xa Mặt Trời đến 9,6 độ khi quan sát từ Trái Đất vào thời điểm giao hội trong. Đường kính góc của Mặt Trời là vào khoảng nửa độ, trong khi Sao Kim có thể vượt qua bên trên hoặc bên dưới Mặt Trời một khoảng bằng 18 lần so với đường kính góc của Mặt Trời vào thời điểm giao hội ngoài (Sao Kim nằm phía bên kia của Mặt Trời so với Trái Đất).
Sau mỗi chu kỳ kéo dài 243 năm, Sao Kim và Trái Đất sẽ trở lại cùng một điểm trên quỹ đạo tương ứng. Một chu kỳ này sẽ có độ dài 88.757 ngày Trái Đất và 224.701 ngày Sao Kim (tương đương 88.756 ngày Trái Đất), cũng như Trái Đất chuyển động được 243 vòng quanh Mặt Trời và Sao Kim chuyển động được 152 vòng quanh Mặt Trời.
Mô hình 105,5 năm–121,5 năm–8 năm không chỉ là mô hình duy nhất có khả thi cho chu kỳ 243 năm, bởi vì sự không giống nhau giữa thời gian Sao Kim và Trái Đất vào mỗi lúc đạt giao hội. Trước năm 1518, mô hình của sự đi qua của Sao Kim là 8 năm–113,5 năm–121,5 năm và thời gian giãn cách trước lần quá cảnh năm 546 là 121,5 năm cho mỗi lần. Mô hình hiện nay sẽ tiếp tục đến năm 2846 rồi được thay thế bằng mô hình 105,5 năm–129,5 năm–8 năm. Do đó, chu kỳ 243 năm sẽ ổn định nhưng khoảng thời gian giãn cách giữa các lần trong mỗi chu kỳ sẽ thay đổi theo thời gian.
Tuy vậy, tỷ số 243:395 Trái Đất:Sao Kim cũng chỉ mang tính tương đối, có những chuỗi quá cảnh trong tương lai sẽ xảy ra khác chu kỳ 243 năm, thậm chí sẽ trong hàng ngàn năm vẫn chưa xuất hiện lại một lần quá cảnh rồi cuối cùng sẽ được thay thế bằng một chuỗi chu kỳ khác. Chẳng hạn trong quá khứ có một chuỗi chu kỳ đã kết thúc vào năm 541 TCN và chuỗi chu kỳ 2117 năm chỉ bắt đầu từ năm 1631.

## Các quan sát trong lịch sử

### Thời cổ đại và trung cổ

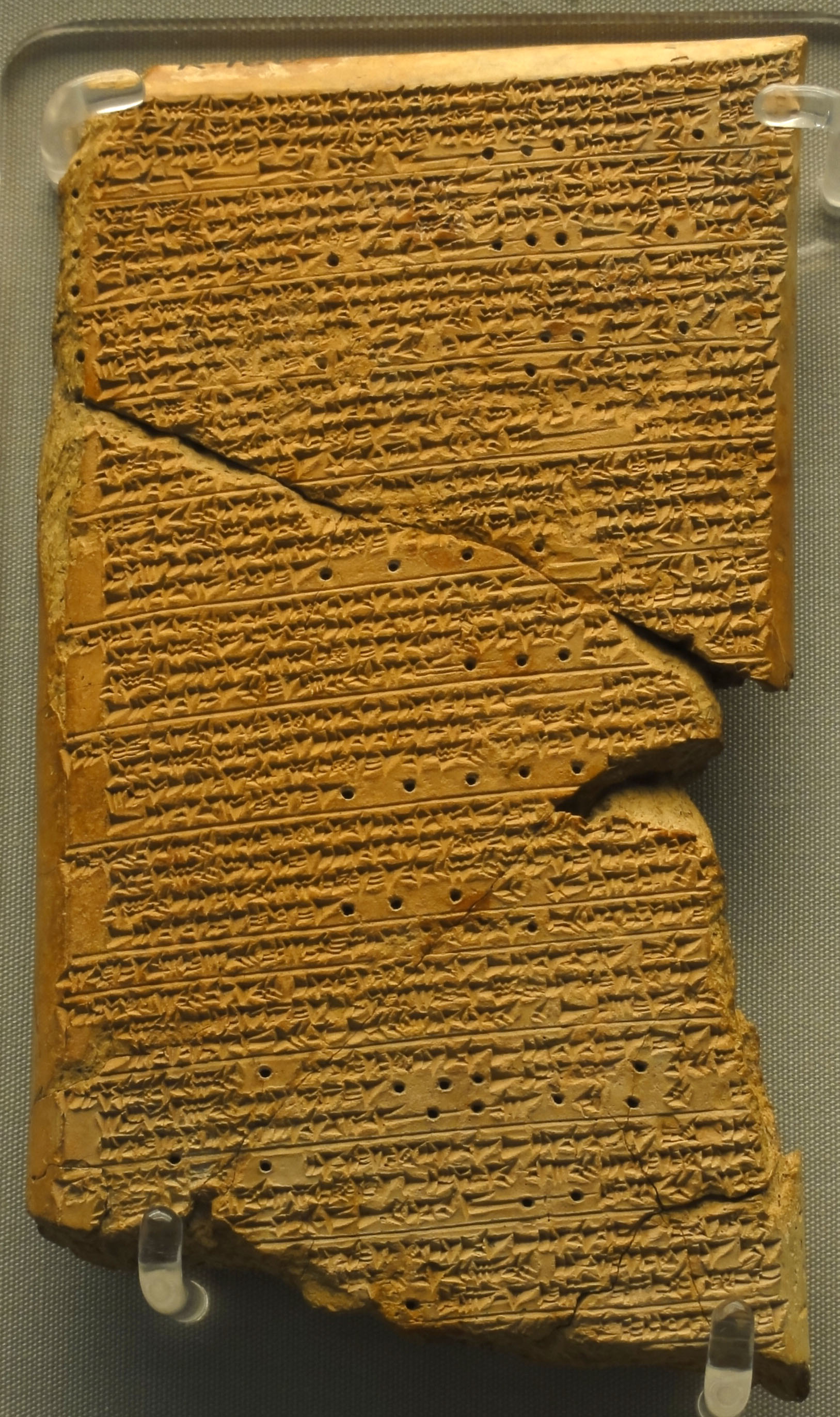
"Bảng viết chữ về Sao Kim của Ammisaduqa", một dạng bảng viết chữ hình nêm ghi lại các dự báo chiêm tinh trong giai đoạn Đế quốc Tân Assyria.

Các nhà quan sát Ấn Độ, Hy Lạp, Ai Cập, Babylon và Trung Hoa thời cổ đại đã có những hiểu biết nhất định về Sao Kim và sự chuyển động của nó. Các nhà thiên văn Hy Lạp ban đầu đã gọi Sao Kim bằng hai cái tên, Hesperus (tương tự sao Hôm) cho Sao Kim lúc xuất hiện vào buổi chiều và Phosphorus (tương tự sao Mai) cho Sao Kim lúc xuất hiện vào buổi sáng. Pythagoras được cho là người đầu tiên nhìn nhận chúng là cùng một đối tượng. Nhưng không có bằng chứng nào cho thấy các nền văn minh cổ đại có ghi nhận hay hiểu biết về sự đi qua của Sao Kim.
Sao Kim có vai trò rất quan trọng đối với những người thổ dân Châu Mỹ cổ đại, đặc biệt là người Maya. Họ gọi nó là Noh Ek, nghĩa là "ngôi sao vĩ đại" hay Xux Ek; hay còn tôn thờ Sao Kim là vị thần Kukulkán (hay thần Gukumatz và thần Quetzalcoatl ở một số vùng thuộc México). Thông qua cuốn sổ Dresden (Dresden codex), chúng ta biết người Maya cổ đại đã ghi chú đầy đủ một cách chính xác về chu kỳ của Sao Kim nhưng tuyệt nhiên họ không đề cập đến hiện tượng đi qua của hành tinh này. Tuy nhiên, một bảng viết cổ được tìm thấy tại quần thể Mayapán có chứa các hình ảnh có thể ghi lại sự đi qua của Sao Kim vào thế kỷ XII hoặc XIII.
Nhà vật lý Avicenna người Ba Tư đã tuyên bố nhìn thấy Sao Kim như là một điểm nằm trước Mặt Trời. Điều này là có thể vì theo tính toán hiện đại, Sao Kim đã đi qua Mặt Trời vào ngày 24 tháng 5 năm 1032, nhưng Avicenna không cho biết rõ ông quan sát vào ngày nào và các học giả hiện đại ngày nay đặt nghi vấn liệu ông có thực sự quan sát được hiện tượng từ nơi ở của ông vào lúc đó không; hoặc ông có thể đã nhầm lẫn với một vết đen Mặt Trời. Ông sử dụng kết quả quan sát của mình và kết luận rằng đôi khi Sao Kim rời khỏi vị trí của nó trong thuyết địa tâm mà xuất hiện gần Mặt Trời hơn.

### Lần đi qua năm 1639 – quan sát khoa học đầu tiên

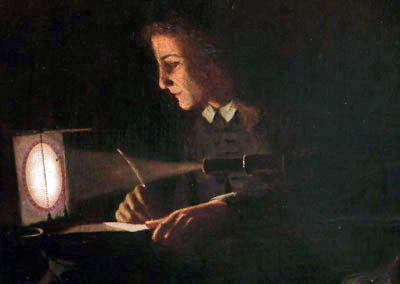
Jeremiah Horrocks đang tiến hành quan sát sự đi qua của Sao Kim vào năm 1639, tranh vẽ lại theo tưởng tượng của họa sĩ W. R. Lavender vào năm 1903.

Bài chi tiết: Sự đi qua của Sao Kim năm 1639
Năm 1627, Johannes Kepler trở thành người đầu tiên dự đoán về sự đi qua của Sao Kim và ông đã dự đoán lần đi qua của năm 1631. Tuy nhiên, phương pháp của ông không đủ chính xác để dự đoán rằng lần đi qua đó sẽ không thể quan sát được ở phần lớn Châu Âu, và kết quả là không ai quan sát được hiện tượng này khi dựa vào dự đoán của ông.
Quan sát khoa học đầu tiên về sự đi qua của Sao Kim được thực hiện bởi Jeremiah Horrocks từ nhà riêng của ông ở Carr House, làng Much Hoole, gần thành phố Preston, nước Anh vào ngày 4 tháng 12 năm 1639 (hay 24 tháng 11 theo lịch Julius lúc này đang được sử dụng chính thức ở Anh). Bạn của ông là William Crabtree cũng quan sát được hiện tượng Sao Kim quá cảnh từ Broughton, gần Manchester. Kepler đã dự đoán lần đi qua năm 1631 và năm 1761 nhưng lại không nhận thấy còn có một lần quá cảnh gần tiếp theo đó là năm 1639. Horrocks đã chỉnh sửa lại tính toán của Kepler về quỹ đạo của Sao Kim, và nhận ra rằng các lần Sao Kim đi qua sẽ diễn ra cách nhau 8 năm và lần tiếp theo chính là vào năm 1639.
Mặc dù ông không chắc chắn chính xác thời gian diễn ra, nhưng ông tính toán rằng sự quá cảnh sẽ bắt đầu từ 15 giờ. Horrocks đã tập trung quan sát hình ảnh của Mặt Trời chiếu qua chiếc kính thiên văn đơn giản lên một mảnh giấy, đây là cách quan sát an toàn cho mắt. Sau khi theo dõi được một lúc, ông đã may mắn nhìn thấy sự quá cảnh diễn ra vào 15 giờ 15 phút, chỉ nửa tiếng trước khi Mặt Trời lặn. Quan sát của Horrocks cho phép ông đưa ra một con số dự đoán tốt về kích cỡ của Sao Kim, cũng như ước tính khoảng cách trung bình giữa Trái Đất và Mặt Trời (bằng với một đơn vị thiên văn).
Ông ước tính con số này vào khoảng 95,6 triệu km (bằng 0,639 AU) – khoảng hai phần ba con số chính xác mà chúng ta biết ngày nay là 149,6 triệu km, nhưng con số này gần chính xác hơn tất cả những con số được đưa ra trước thời ông. Quan sát này được giữ kín và chỉ được công bố khi ông qua đời vào năm 1661.

### Lần đi qua năm 1761 và năm 1769

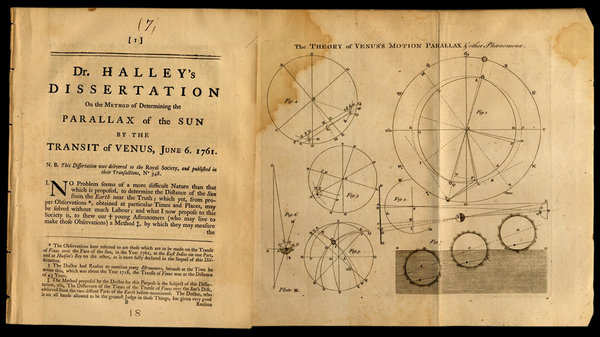
Sơ đồ vẽ tay trích từ một bài viết khoa học của Edmund Halley vào năm 1716 gửi Hội Hoàng gia Anh cho thấy sự đi qua của Sao Kim có thể tính toán được khoảng cách từ Trái Đất đến Mặt Trời.

Đồ họa cho thấy quan sát sự đi qua của Sao Kim có thể đo được thị sai của Mặt Trời.

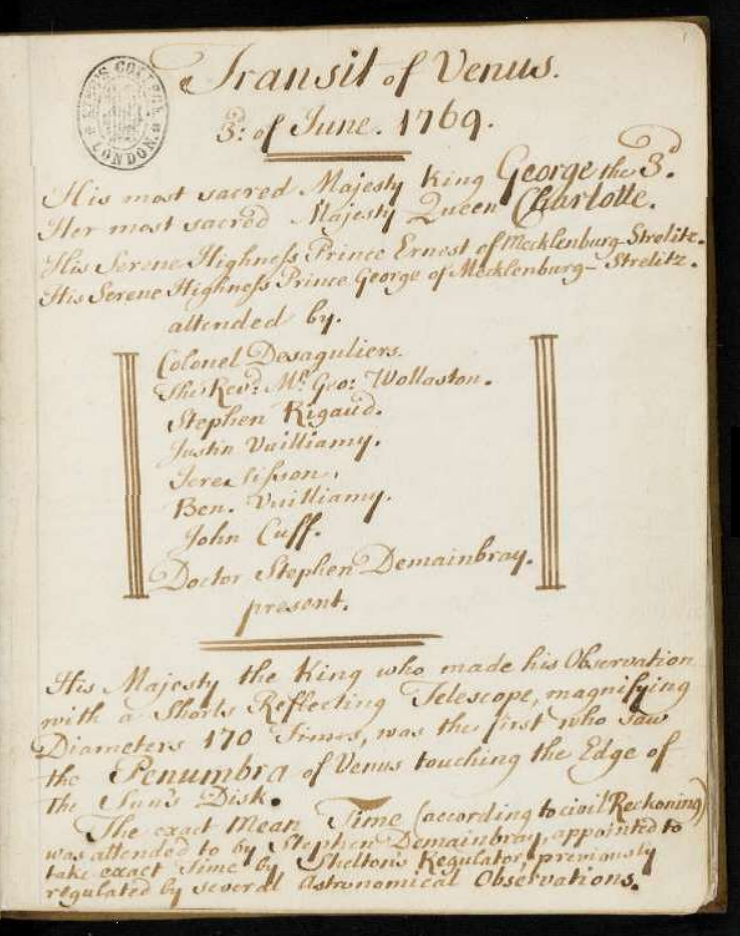
Ghi chép của Vua George Đệ Tam về sự đi qua của Sao Kim năm 1769.

Bài chi tiết: Sự đi qua của Sao Kim năm 1769
Năm 1663, nhà toán học James Gregory người Scotland đã đề xuất trong tác phẩm Optica Promota của ông rằng việc quan sát sự đi qua của Sao Thủy từ những vị trí quan sát tốt trên Trái Đất có thể tính toán được thị sai của Mặt Trời và do đó đơn vị thiên văn sẽ được tìm ra dựa vào phép đạc tam giác. Hiểu được điều này, chàng thanh niên Edmond Halley đã làm một chuyến đi đến Saint Helena để quan sát lần đi qua của Sao Thủy vào ngày 28 tháng 10 năm 1677 nhưng thất vọng khi ngoài ông ra chỉ có Richard Towneley ở Burnley, Lancashire cũng thực hiện quan sát này, trong khi Gallet ở Avignon chỉ đơn giản ghi chú rằng nó có xảy ra. Halley không hài lòng về kết quả tính toán thị sai Mặt Trời là 45" được cho là chính xác.
Trong một bài viết xuất bản năm 1691, và tái bản chi tiết hơn xuất bản năm 1716, ông đã đề xuất rằng có thể tính toán chính xác hơn bằng cách sử dụng kết quả quan sát sự đi qua của Sao Kim, mặc dù hiện tượng này xảy ra lần nữa vào năm 1761 và Halley qua đời vào năm 1742. Vào năm 1761, rất nhiều đoàn thám hiểm đã đến những nơi khác nhau trên thế giới để thực hiện quan sát chính xác về sự quá cảnh Sao Kim và để tính toán mô hình được đề xuất bởi Halley – đây là một ví dụ sơ khai về sự cộng tác khoa học quốc tế.
Tuy vậy, sự cộng tác này cũng bị cạnh tranh gay gắt, ví dụ những nhà khoa học người Anh chỉ có động lực khi nghe được kế hoạch của nhà thiên văn Joseph-Nicolas Delisle người Pháp. Trong nỗ lực thực hiện chuyến thám hiểm quan sát đi qua đầu tiên, các nhà thiên văn từ Anh, Áo và Pháp đã đến khắp nơi trên thế giới, bao gồm cả Siberia, Newfoundland và Madagascar. Hầu hết những người tham gia đều quan sát thấy một phần hiện tượng quá cảnh, nhưng quan sát thành công nhất do Jeremiah Dixon và Charles Mason thực hiện tại Mũi Hảo Vọng. Ít thành công hơn, tại Saint Helena, Nevil Maskelyne và Robert Waddington không quan sát được sự đi qua nhưng họ cũng linh hoạt sử dụng phép đạc tam giác lên khoảng cách Mặt Trăng để tìm kinh độ.

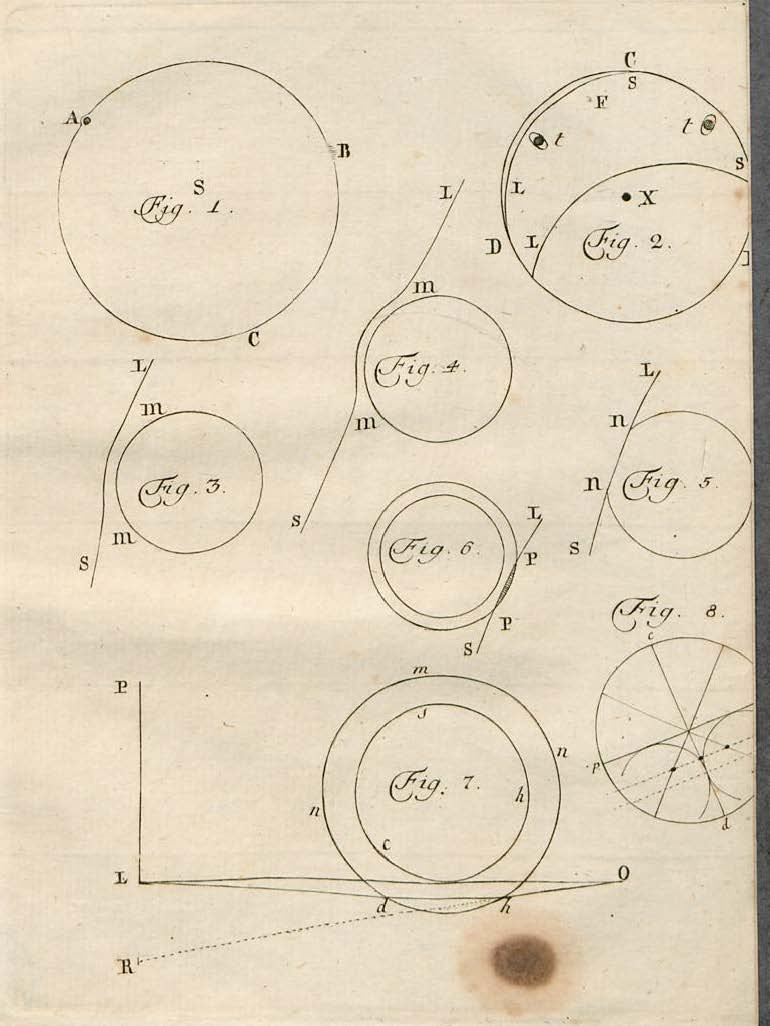
Sơ đồ vẽ tay trích từ tác phẩm "Sự xuất hiện của Sao Kim trên Mặt Trời, Được quan sát từ Viện Hàn lâm khoa học Hoàng gia Sankt-Peterburg vào ngày 26 tháng 5 năm 1761" của Mikhail Lomonosov.

Sự hiện diện của khí quyển Sao Kim được Mikhail Lomonosov kết luận trên cơ sở quan sát của ông về sự quá cảnh của Sao Kim năm 1761 từ Viện Hàn lâm Khoa học Hoàng gia Sankt-Peterburg. Ông đã sử dụng một thiết bị quang học khúc xạ hai ống kính và một bộ lọc Mặt Trời yếu (kính gần trong) để quan sát và tường trình rằng đã thấy một vệt lõm của ánh sáng ("vòng cung của Lomonosov") từ đĩa của Mặt Trời khi Sao Kim bước vào. Lomonosov cho rằng hiệu ứng này gây ra do sự khúc xạ của các tia sáng Mặt Trời qua bầu trời khí quyển, và cũng tường trình rằng có sự xuất hiện của một phần của Sao Kim vào thời điểm đó.
Năm 2012, Pasachoff và Sheehan tường trình rằng, dựa trên sự hiểu biết của mình về khí quyển Sao Kim qua kết quả thu được từ lần quan sát quá cảnh năm 2004, và cho rằng điều mà Lomonosov từng công bố không phải là khí quyển của Sao Kim. Để thực hiện một thử nghiệm mang tính quyết định, một nhóm các nhà nghiên cứu đã tiến hành thực hiện lại buổi quan sát của Lomonosov với các thiết bị cổ như thời đó vào lần quá cảnh tháng 6 năm 2012. Họ quan sát được "vòng cung của Lomonosov" và các hiệu ứng khác ở vùng hào quang Mặt Trời gây ra do khí quyển của Sao Kim và kết luận rằng kính thiên văn của Lomonosov đã quan sát đúng về việc Sao Kim đi vào đĩa Mặt Trời trong quá trình diễn ra sự đi qua và cũng đúng với những bản ghi chép của ông vào năm 1761.

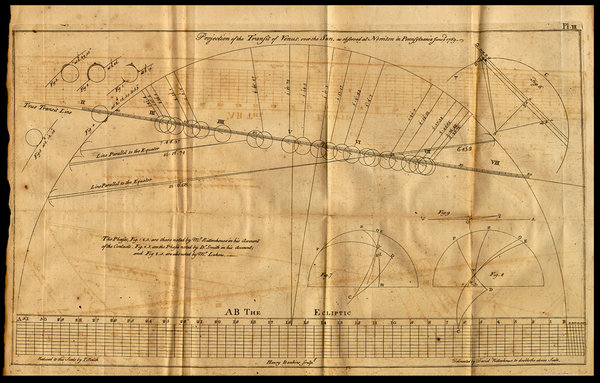
Sơ đồ vẽ tay của David Rittenhouse cho thấy kết quả buổi quan sát sự đi qua của Sao Kim vào năm 1769.

Lần quá cảnh năm 1769, các nhà khoa học đã có chuyến đi đến Tahiti, Na Uy, và một số địa điểm ở Bắc Mỹ như Canada, New England, và San José del Cabo (Baja California, lúc bấy giờ còn là thuộc địa của Tây Ban Nha). Nhà thiên văn Christian Mayer người CH Czech được Nữ hoàng Ekaterina Đệ Nhị của Nga mời đến Sankt-Peterburg để quan sát cùng Anders Johan Lexell, trong khi những thành viên của Viện Hàn lâm Khoa học Nga được cử đến 8 địa điểm khác nhau trong Đế quốc Nga để quan sát dưới sự quản lý chung của Stepan Rumovsky. Vua George Đệ Tam của Anh đã cho xây dựng Đài thiên văn King gần dinh mùa hè của ông ở Richmond Lodge, để ông cùng nhà thiên văn Stephen Demainbray thực hiện quan sát sự đi qua của Sao Kim.
Nhà thiên văn Maximilian Hell người Hungary và trợ lý của ông là János Sajnovics đã đi đến Vardø, Na Uy dưới sự bảo trợ của Vua Christian Đệ Tam của Đan Mạch. William Wales và Joseph Dymond cũng thực hiện quan sát của họ ở vịnh Hudson, Canada cho Hội Hoàng gia Luân Đôn. Một buổi quan sát khác bởi nhóm các nhà thiên văn người Anh cũng được thực hiện tại Mỹ. Ở Philadelphia, Hội Triết học Hoa Kỳ cũng dựng lên ba đài quan sát tạm thời và lập ra một ủy ban trong đó đứng đầu bởi David Rittenhouse. Hay quan sát khác được thực hiện bởi nhóm của Tiến sĩ Benjamin West tại Providence, Đảo Rhode và kết quả của buổi quan sát được công bố vào năm 1769.
Kết quả của những quan sát khác nhau tại Bắc Mỹ thuộc Anh được in trong tập đầu tiên của tác phẩm Transactions của Hội Triết học Hoa Kỳ vào năm 1771. Để so sánh với kết quả quan sát ở Bắc Mỹ, William Smith đã xuất bản một ấn phẩm vào năm 1771 và đưa ra con số thị sai Mặt Trời là từ 8,48 đến 8,49 giây cung, tương ứng với khoảng cách từ Mặt Trời đến Trái Đất gấp 24.000 lần bán kính của Trái Đất, con số này chỉ lệch 3% so với giá trị đúng ngày nay.
Các quan sát cũng được thực hiện ở Tahiti bởi James Cook và Charles Green tại một địa điểm được gọi là "Point Venus". Sự quá cảnh đã xảy ra trong chuyến thám hiểm đầu tiên của ông sau khi ông khám phá ra New Zealand và Australia. Đây là một trong năm chuyến thám hiểm do Hội Hoàng gia Anh và nhà thiên văn học hoàng gia Nevil Maskelyne tổ chức.
Jean-Baptiste Chappe d'Auteroche đã đến San José del Cabo (lúc này được gọi là Tân Tây Ban Nha) để quan sát Sao Kim đi qua cùng hai nhà thiên văn Tây Ban Nha là Vicente de Doz và Salvador de Medina. Tuy nhiên rất tiếc, ông đã mắc bệnh sốt vàng ngay sau khi hoàn thành quan sát của mình. Chỉ 9 trong số 28 người của đoàn thám hiểm của ông quay trở về nhà an toàn.

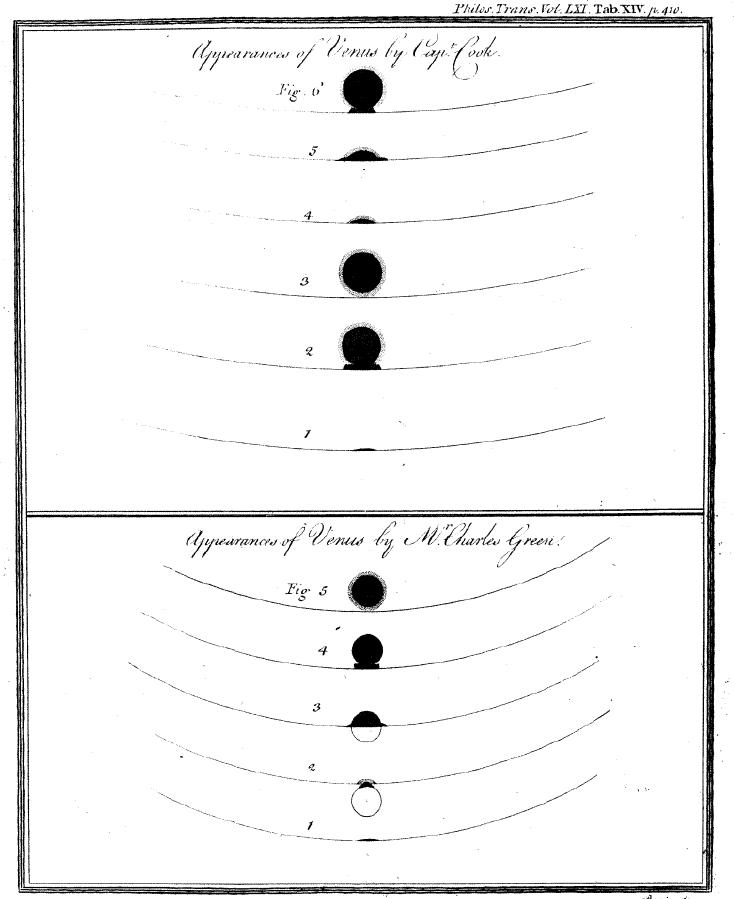
Hiệu ứng giọt đen được ghi nhận lại vào lần đi qua của Sao Kim năm 1769.

Một trường hợp không may khác, Guillaume Le Gentil đã mất tám năm để thực hiện chuyến đi quan sát hiện tượng này. Tuy vậy, trong chuyến đi đó, ông bị mất vợ và tài sản, cũng như bị cho là đã chết trên đường đi, những nỗ lực và sự xui rủi của ông đã trở thành nguồn cảm hứng cho vở kịch Transit of Venus bởi Maureen Hunter. Ngoài ra, Ruđer Bošković cũng nhận lệnh từ Hội Hoàng gia để đến Istanbul quan sát, nhưng rất tiếc ông cập bến quá trễ.
Năm 1771, nhà thiên văn Jérôme Lalande người Phápkết hợp dữ liệu quan sát của hai lần đi qua năm 1761 và năm 1769 và tính toán ra đơn vị thiên văn có giá trị 153 triệu km (±1 triệu km). Độ chính xác ít hơn so với mong đợi bởi hiệu ứng giọt đen, nhưng đây vẫn là con số cho thấy sự cải thiện đáng kể so với tính toán trước đó của Horrocks.
Maximilian Hell đã công bố kết quả chuyến thám hiểm của ông vào năm 1770 tại Copenhagen. Dựa trên kết quả từ chuyến thám hiểm của mình, Wales và Cook cũng đã trình bày một cách tính đơn vị thiên văn khác vào năm 1772, và cho ra con số 151,7 triệu km. Lalande lên tiếng đòi hỏi bằng chứng chính xác về chuyến thám hiểm của Hell trong một bài viết trên Journal des sçavans vào năm 1778, nhưng sau đó rút lại bài viết.

### Lần đi qua năm 1874 và năm 1882
Bài chi tiết: Sự đi qua của Sao Kim năm 1874, và Sự đi qua của Sao Kim năm 1882

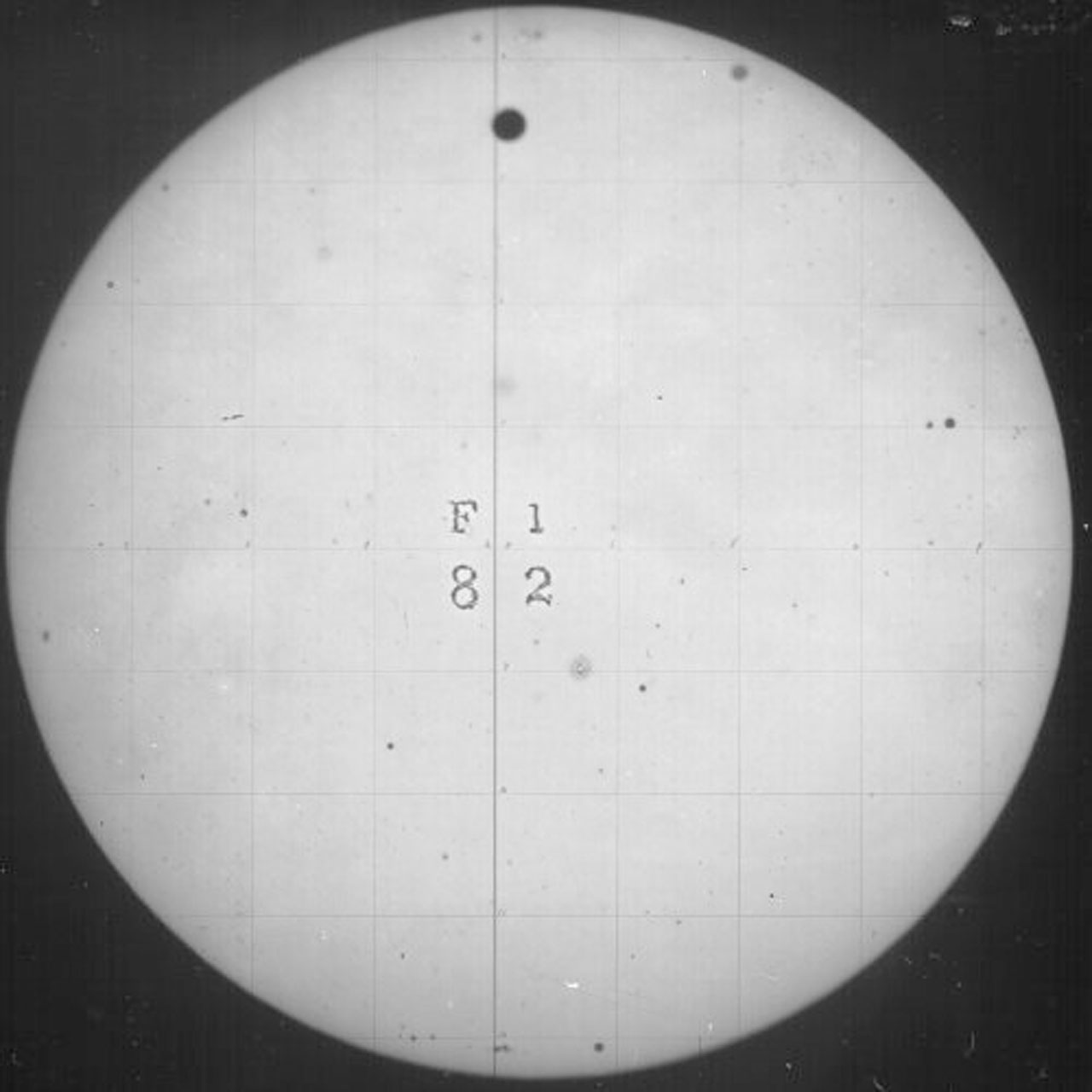
Sao Kim quá cảnh năm 1882.

Lần đi qua của Sao Kim năm 1874 và năm 1882 cho phép các nhà khoa học đo đạc được những con số chính xác hơn. Ba đoàn thám hiểm từ Đức, Vương quốc Anh và Hoa Kỳ đã đi đến quần đảo Kerguelen để quan sát và khảo sát vào năm 1874. Nhà thiên văn Simon Newcomb người Mỹ đã kết hợp dữ liệu từ bốn lần đi qua trước đó gần nhất và ông cho ra con số 149,59 triệu km (±0,31 triệu km) để giải đáp vấn đề số đo của đơn vị thiên văn.
Các kỹ thuật hiện đại hơn vào thời nay, như sử dụng sóng vô tuyến hồi đáp từ các tàu thăm dò không gian (telemetry), các phép đo radar đến các hành tinh hay tiểu hành tinh xa trong Hệ Mặt Trời, đã cho chúng ta một giá trị của đơn vị thiên văn (AU) chính xác hơn và độ sai số chỉ khoảng ±30 mét, và bây giờ không ai sử dụng thị sai Mặt Trời để đo đơn vị thiên văn nữa.

### Lần đi qua năm 2004 và 2012

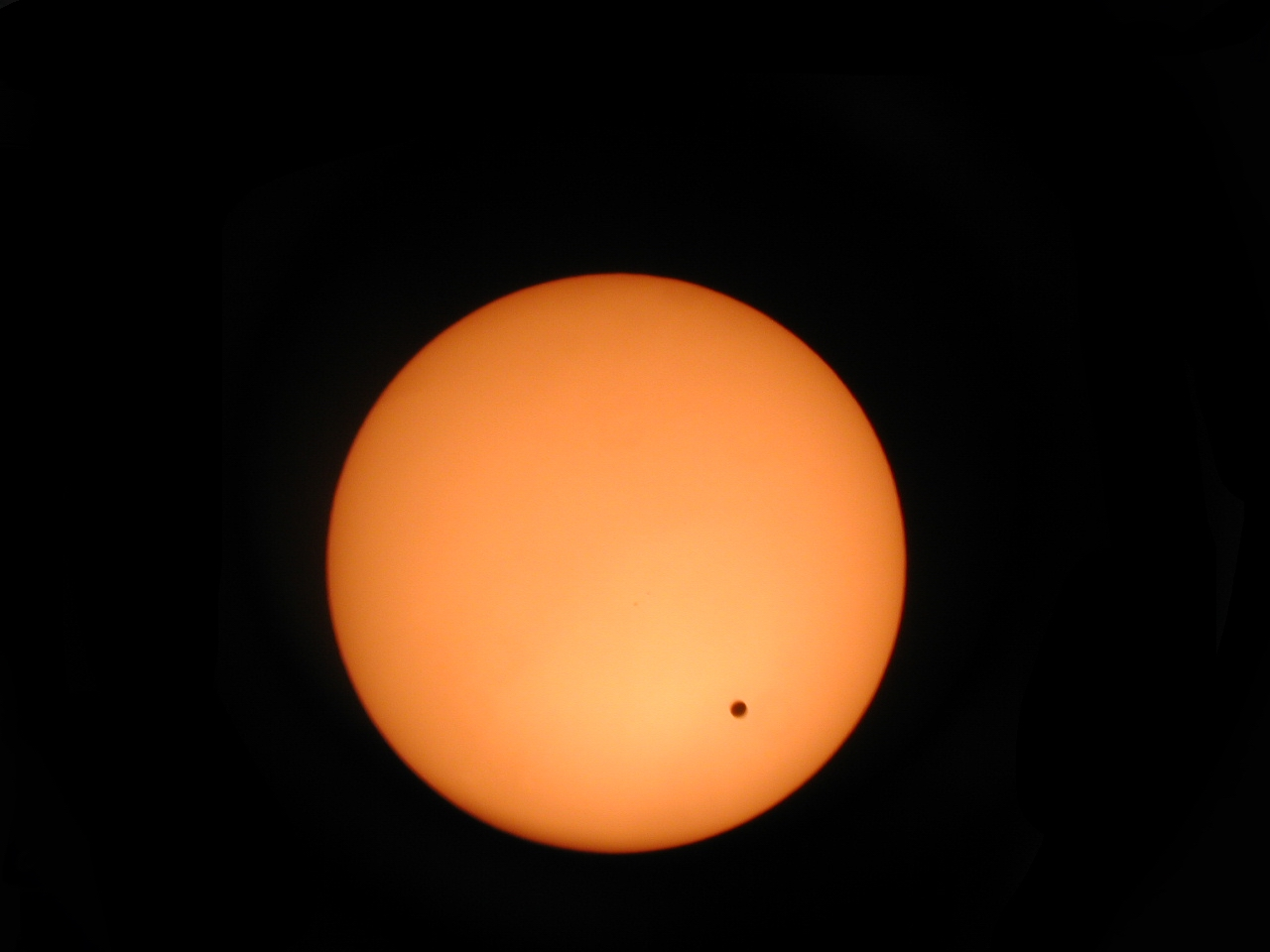
Sao Kim đi qua Mặt Trời năm 2004 nhìn từ Degania A, Israel.

Bài chi tiết: Sự đi qua của Sao Kim năm 2004, và Sự đi qua của Sao Kim năm 2012
Nhiều tổ chức khoa học lớn dẫn đầu bởi Đài thiên văn Nam Châu Âu (ESO) đã thực hiện một buổi quan sát và đo đạc khoảng cách từ Trái Đất đến Mặt Trời trên quy mô toàn thế giới, được tiến hành bởi các nhà thiên văn nghiệp dư và học sinh sinh viên, trong thời gian Sao Kim đi ngang qua Mặt Trời năm 2004. Các quan sát của những người tham gia cho phép tính ra giá trị của đơn vị thiên văn là 149.608.708 km ± 11.835 km với độ sai số 0,007% so với giá trị đúng được chấp nhận.
Sự kiện Sao Kim đi qua Mặt Trời năm 2004 nhận được rất nhiều sự quan tâm, các nhà khoa học nỗ lực đo đạc lượng ánh sáng dần mờ nhạt khi Sao Kim từ từ che khuất ánh sáng của Mặt Trời, để điều chỉnh lại các kỹ thuật mà họ hy vọng có thể áp dụng để tìm kiếm các ngoại hành tinh. Các phương pháp tìm kiếm các hành tinh chuyển động quanh các ngôi sao khác Mặt Trời chỉ hoạt động ở một vài trường hợp: một là những hành tinh đó phải rất lớn (tương đương kích cỡ Sao Mộc chứ không như Trái Đất), tương đương với trọng lực của chúng đủ lớn để làm 'lắc lư' ngôi sao chủ và giúp chúng ta phát hiện được sự thay đổi trong chuyển động riêng của chúng hoặc sự thay đổi của hiệu ứng Doppler trong vận tốc xuyên tâm; những ngoại hành tinh to lớn có kích cỡ tương đương Sao Mộc hoặc Sao Hải Vương nằm quá gần với ngôi sao chủ và sự đi qua của chúng làm thay đổi đáng kể độ sáng của ngôi sao chủ; hoặc là các ngoại hành tinh đi qua các ngôi sao nền ở phía sau làm dịch chuyển nhỏ vị trí các sao nền so với ngôi sao chủ của ngoại hành tinh hay tạo nên hiệu ứng vi thấu kính hấp dẫn từ độ dịch chuyển nhỏ này mà các nhà thiên văn có thể đoán ra tồn tại ngoại hành tinh quay quanh ngôi sao chủ và khối lượng của ngoại hành tinh.
Đo cường độ ánh sáng trong quá trình đi ngang qua, ngôi sao sẽ bị che khuất ánh sáng một phần và chúng ta biết được rằng có một hành tinh ở đó bởi nó đi qua phía trước và che khuất ánh sáng từ ngôi sao. Nhưng việc này đòi hỏi phép đo cực kỳ chính xác, ví dụ sự quá cảnh của Sao Kim chỉ làm giảm độ sáng của Mặt Trời đi 0,001% (nghĩa là Mặt Trời vẫn sáng 99,9% so với bình thường), và sự quá cảnh ở các hệ hành tinh bên ngoài Hệ Mặt Trời cũng vậy, thậm chí chúng ta sẽ khó nhận thấy hơn.
Lần đi qua của Sao Kim vào năm 2012 cho các nhà khoa học nhiều cơ hội tốt để nghiên cứu, đặc biệt là trong việc tìm kiếm các ngoại hành tinh. Những nghiên cứu được triển khai trong lần đi qua năm 2012 bao gồm:
- Đo đạc sự tối đi của ngôi sao do sự đi qua phía trước của một hành tinh đã biết (Mặt Trời và Sao Kim) giúp các nhà thiên văn khám phá được các ngoại hành tinh. Khác với lần quá cảnh năm 2004, lần vào năm 2012 diễn ra trong chu kỳ hoạt động mạnh 11 năm của Mặt Trời, nó cho phép các nhà thiên văn thu thập được tín hiệu về một hành tinh đi qua ngôi sao đang có hoạt động không bình thường (quá mức bình thường).
- Các phép đo được thực hiện trong thời gian diễn ra quá cảnh nhằm tìm ra đường kính được xác định rõ ràng của Sao Kim và so sánh với đường kính đã biết trước đó. Điều này vừa giúp so sánh độ sai lệch của các phương pháp đo, cũng như áp dụng để đo đạc đường kính của các hành tinh khác.
- Các quan sát được thực hiện để khảo sát bầu khí quyển của Sao Kim bởi các kính thiên văn mặt đất và tàu Venus Express, cho phép các nhà khoa học hiểu rõ hơn về khí quyển của hành tinh này và so sánh với những hiểu biết trước đó của chúng ta về nó. Kết quả này giúp ta biết được về khí hậu của hành tinh.
- Dữ liệu quang phổ chụp bầu khí quyển của Sao Kim sẽ được so sánh với các nghiên cứu về những ngoại hành tinh xa xôi có sở hữu bầu khí quyển.
- Kính Viễn vọng Không gian Hubble vì không thể hướng nhìn trực tiếp vào Mặt Trời, nên đã sử dụng Mặt Trăng làm 'gương phản chiếu', quan sát ánh sáng Mặt Trời đi xuyên qua lớp khí quyển của Sao Kim để xác định thành phần của nó. Kết quả này cho ta thấy cơ hội sử dụng phương pháp này lên các ngoại hành tinh trong tương lai.

## Sao Kim quá cảnh một phần
Đôi khi Sao Kim sẽ không đi qua đĩa Mặt Trời ở phần trung tâm, trong trường hợp này, một số khu vực trên Trái Đất sẽ quan sát được Sao Kim đi qua đĩa Mặt Trời nhưng ở một số khu vực khác chỉ thấy nó đi qua ở phần rìa đĩa Mặt Trời (không có pha thứ 2 và pha thứ 3), và đây được gọi là sự quá cảnh Sao Kim một phần. Lần quá cảnh vào ngày 6 tháng 12 năm 1631 đã ghi nhận điều này và lần tiếp theo là vào ngày 13 tháng 12 năm 2611. Hay cũng có khả năng một số nơi trên thế giới quan sát được Sao Kim quá cảnh một phần, trong khi những nơi còn lại sẽ không hề quan sát được và Sao Kim sẽ không đi vào đĩa Mặt Trời khi quan sát từ những nơi đó. Sự quá cảnh kiểu này đã xảy ra vào ngày 19 tháng 11 năm 541 TCN và trong tương lai vào ngày 14 tháng 12 năm 2854. Điều này xảy ra do sự chênh lệch vì kích thước lớn của Trái Đất tạo ra những điểm nhìn khác nhau về Sao Kim và Mặt Trời.

## Quá cảnh đồng thời của Sao Kim và Sao Thủy
Sự đi qua Mặt Trời đồng thời của Sao Kim và Sao Thủy có xảy ra nhưng vô cùng hiếm gặp. Sự kiện này đã từng diễn ra vào ngày 22 tháng 9 năm 373.173 TCN và lần tiếp theo sẽ là vào ngày 26 tháng 7 năm 69.163 và một lần nữa vào ngày 29 tháng 3 năm 224.508. Sự quá cảnh đồng thời của Sao Kim và nhật thực (quá cảnh bởi Mặt Trăng) cũng có xảy ra nhưng vô cùng hiếm gặp. Sự kiện này đã diễn ra vào ngày 1 tháng 11 năm 15.607 TCN và lần tiếp theo là vào ngày 5 tháng 4 năm 15.232, hay sự kiện Sao Kim đi qua Mặt Trời diễn ra một ngày trước nhật thực toàn phần vào ngày 3 tháng 6 năm 1769 có thể quan sát được từ Bắc Mỹ, Châu Âu và Bắc Á.

## Những lần quá cảnh trong quá khứ và tương lai
NASA có tính toán và công bố danh sách tất cả những lần đi qua của Sao Kim từ năm 2000 TCN đến năm 4000. Tính đến hiện tại, Sao Kim chỉ quá cảnh vào tháng 6 và tháng 12, thời gian diễn ra quá cảnh Sao Kim sẽ thay đổi chậm dần đều, lệch khoảng hai ngày qua mỗi năm trong chu kỳ 243 năm. Các lần đi qua thường diễn ra theo cặp, mỗi lần trong một cặp cách nhau 8 năm. Điều này có như vậy là do khoảng thời gian 8 năm của Trái Đất gần bằng với 13 năm của Sao Kim, do đó cứ 8 năm thì hai hành tinh sẽ quay trở về vị trí cũ trên quỹ đạo nhưng vẫn chưa chính xác (do còn yếu tố mặt nghiêng quỹ đạo, và Sao Kim thường đến trước 22 tiếng so với Trái Đất) để tạo thành ba điểm thẳng hàng nhau để diễn ra hiện tượng đi qua.
Lần quá cảnh gần đây nhất diễn ra đơn lẻ chứ không theo cặp là vào năm 1396, lần tiếp theo là vào năm 3089. Lần quá cảnh năm 2854 (chung một cặp với lần của năm 2846), mặc dù Sao Kim sẽ không đi qua Mặt Trời khi nhìn từ xích đạo Trái Đất, nhưng trên thực tế nó vẫn đi qua và một số nơi ở bán cầu nam sẽ quan sát được quá cảnh một phần.
Như vậy cứ sau 243 năm, tất cả những lần đi qua của Sao Kim sẽ diễn ra lại như cũ của chu kỳ trước đó. Lần quá cảnh năm 1874 là lần quá cảnh thứ nhất của chu kỳ 243 năm lần này, lần vào năm 1882 là lần thứ hai, lần vào năm 2004 là lần thứ ba, và lần vào năm 2012 là lần thứ tư, và lặp lại thì lần vào năm 2117 là lần thứ nhất của chu kỳ tiếp theo. Tuy nhiên, điểm nút lên (quá cảnh vào tháng 12) của quỹ đạo Sao Kim sẽ đi lùi cứ sau mỗi 243 năm, vậy nên lần quá cảnh vào năm 2854 sẽ là lần cuối cùng của chu kỳ thứ ba thay lần thứ nhất của chu kỳ sau đó nữa. Điểm nút xuống (quá cảnh vào tháng 6) sẽ đi tiến vậy nên lần quá cảnh vào năm 3705 sẽ là lần thứ hai của chu kỳ đó. Từ năm 125.000 TCN đến năm 125.000 chỉ có 10 chuỗi chu kỳ 243 năm mà cả hai điểm nút lên xuống đều thể hiện đúng những lần quá cảnh của Sao Kim, bởi điểm nút của Sao Kim sẽ di chuyển lùi và di chuyển tiến liên tục khi quan sát từ Trái Đất.

### Trong quá khứ
| Những lần Sao Kim quá cảnh trong quá khứ | Những lần Sao Kim quá cảnh trong quá khứ | Những lần Sao Kim quá cảnh trong quá khứ | Những lần Sao Kim quá cảnh trong quá khứ | Những lần Sao Kim quá cảnh trong quá khứ      | Những lần Sao Kim quá cảnh trong quá khứ |
| Ngày diễn ra                             | Thời gian (UTC)                          | Thời gian (UTC)                          | Thời gian (UTC)                          | Ghi chú                                       | Đường quá cảnh (HM Nautical Almanac Office) |
| Ngày diễn ra                             | Bắt đầu                                  | Cực đại                                  | Kết thúc                                 | Ghi chú                                       | Đường quá cảnh (HM Nautical Almanac Office) |
| ---------------------------------------- | ---------------------------------------- | ---------------------------------------- | ---------------------------------------- | --------------------------------------------- | --- |
| 23 tháng 11 năm 1396                     | 15:45                                    | 19:27                                    | 23:09                                    | Lần quá cảnh cuối cùng không diễn ra theo cặp | http://www.hmnao.com/nao/transit/V_1396/ Lưu trữ ngày 25 tháng 12 năm 2010 tại Wayback Machine - Venus Transits: Measuring the Solar System - Historical observations of the transit of Venus Lưu trữ ngày 4 tháng 4 năm 2013 tại Wayback Machine - The transit of Venus across the Sun Lưu trữ ngày 24 tháng 10 năm 2004 tại Wayback Machine (PDF) Sự kiện đi qua vào tháng 6 năm 2012 - Advice from professional Astronomers about observing the transit - NASA - 2012 Transit of Venus Live Webcast and Celebration Lưu trữ ngày 8 tháng 1 năm 2013 tại Library of Congress Web Archives - Transit of Venus from transitofvenus.org - 2012 Transit of Venus – International Astronomical Union - Watch Transit of Venus 2012 LIVE - Many Live Webcasts / Broadcasts Lưu trữ ngày 9 tháng 6 năm 2012 tại Wayback Machine - TRANSIT OF VENUS 2012: Live Webcast (Multipoint) - by SWAN-India - National Solar Observatory – Transit of Venus June 5-6 2012 Lưu trữ ngày 18 tháng 5 năm 2012 tại Wayback Machine - NightSkyInfo.com: The Transit of Venus, June 2012 |